# Rigshospitalet

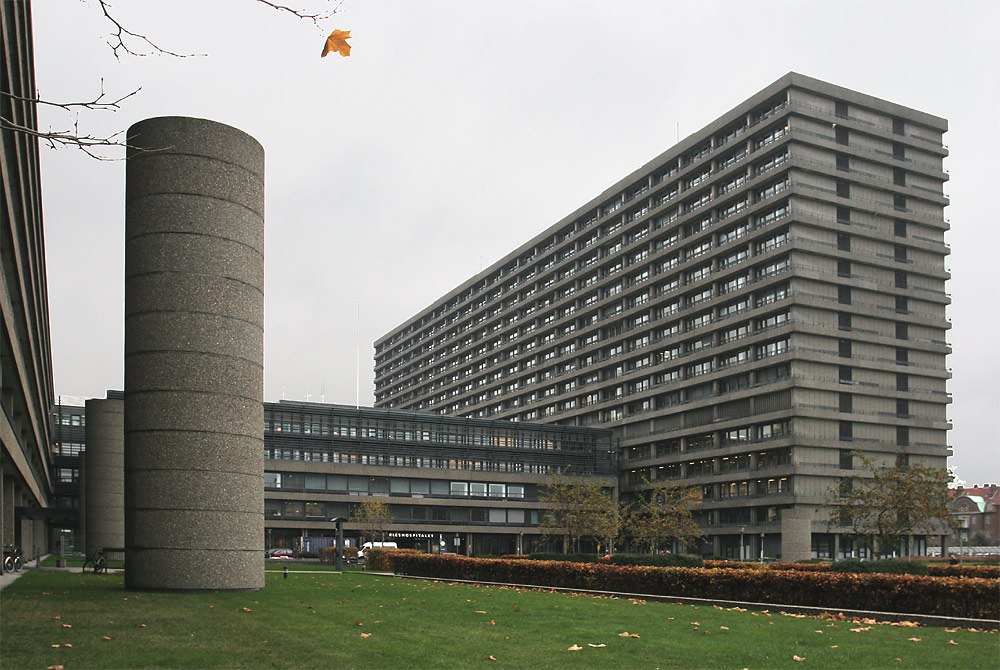
Rigshospitalet.

Rigshospitalet (em português: Hospital do Reino), ou simplesmente Riget (em português: o Reino), é o Hospital Nacional da Dinamarca, localizado na capital, Copenhaga. Rigshospitalet faz parte do Hospital Universitário de Copenhaga, juntamente com a Faculdade de Ciências da Saúde na Universidade de Copenhaga.
O Rigshospitalet foi fundado em 30 de março de 1757 sob o nome de "Kongelig Frederiks Hospital", pelo rei Frederico V. Nessa época estava localizado em Bredgade, no centro de Copenhaga. Desde 1903, o Estado tem sido o proprietário do hospital.
O Rigshospitalet tem a missão de ser o principal hospital da Dinamarca para pacientes que necessitam de tratamento altamente especializado.. O papel do Rigshospitalet tem sido intensificado nos últimos anos por servir como uma instituição de acolhimento de vários departamentos especializados. Devido a isto, outros hospitais transferem os pacientes para o Rigshospitalet.
A proximidade do Rigshospitalet com o Panum Institute, a Faculdade de Ciências da Saúde da Universidade de Copenhague, e esta proximidade otimiza uma estreita cooperação entre os dois nos domínios da investigação e desenvolvimento. O Nordic Cochrane Centre e o Centro de Investigação e Cuidados de Enfermagem localizam-se dentro do Rigshospitalet.
Com 1.120 leitos, o Rigshospitalet atende cerca de 65.000 pacientes internados e ambulatórios, recebendo, anualmente, cerca de 420.000. Para além das oito mil pessoas que lá trabalham, o hospital recebe estudantes de medicina e de outras ciências da saúde, assim como cientistas, que trabalham dentro do Rigshospitalet sob uma variedade de bolsas de pesquisa.
O hospital tornou-se famoso internacionalmente como o palco da mini-série de terror Riget.

## Nascidos famosos
Vários dos membros da família real dinamarquesa nasceram no Rigshospitalet.
Nesse hospital, a rainha Margarida II da Dinamarca deu à luz, os seus dois filhos: o príncipe Frederico, Príncipe Herdeiro da Dinamarca e o príncipe Joaquim da Dinamarca.
Nele Mary Elizabeth, Princesa Herdeira da Dinamarca deu à luz os seus quatro filhos com o príncipe Frederico, Príncipe Herdeiro da Dinamarca: o príncipe Cristiano da Dinamarca, a princesa Isabel da Dinamarca, o príncipe Vicente da Dinamarca e a princesa Josefina da Dinamarca.
Foi também nesse hospital que nasceram os filhos do príncipe Joaquim da Dinamarca: Nicolau da Dinamarca, Conde de Monpezat, Félix da Dinamarca, Conde de Monpezat , Henrique da Dinamarca, Conde de Monpezat e de Atena da Dinamarca, Condesa de Monpezat.